# Momordica clarkeana
Momordica clarkeana är en gurkväxtart som beskrevs av George King. Momordica clarkeana ingår i släktet Momordica och familjen gurkväxter. Inga underarter finns listade i Catalogue of Life.